# 콘츠

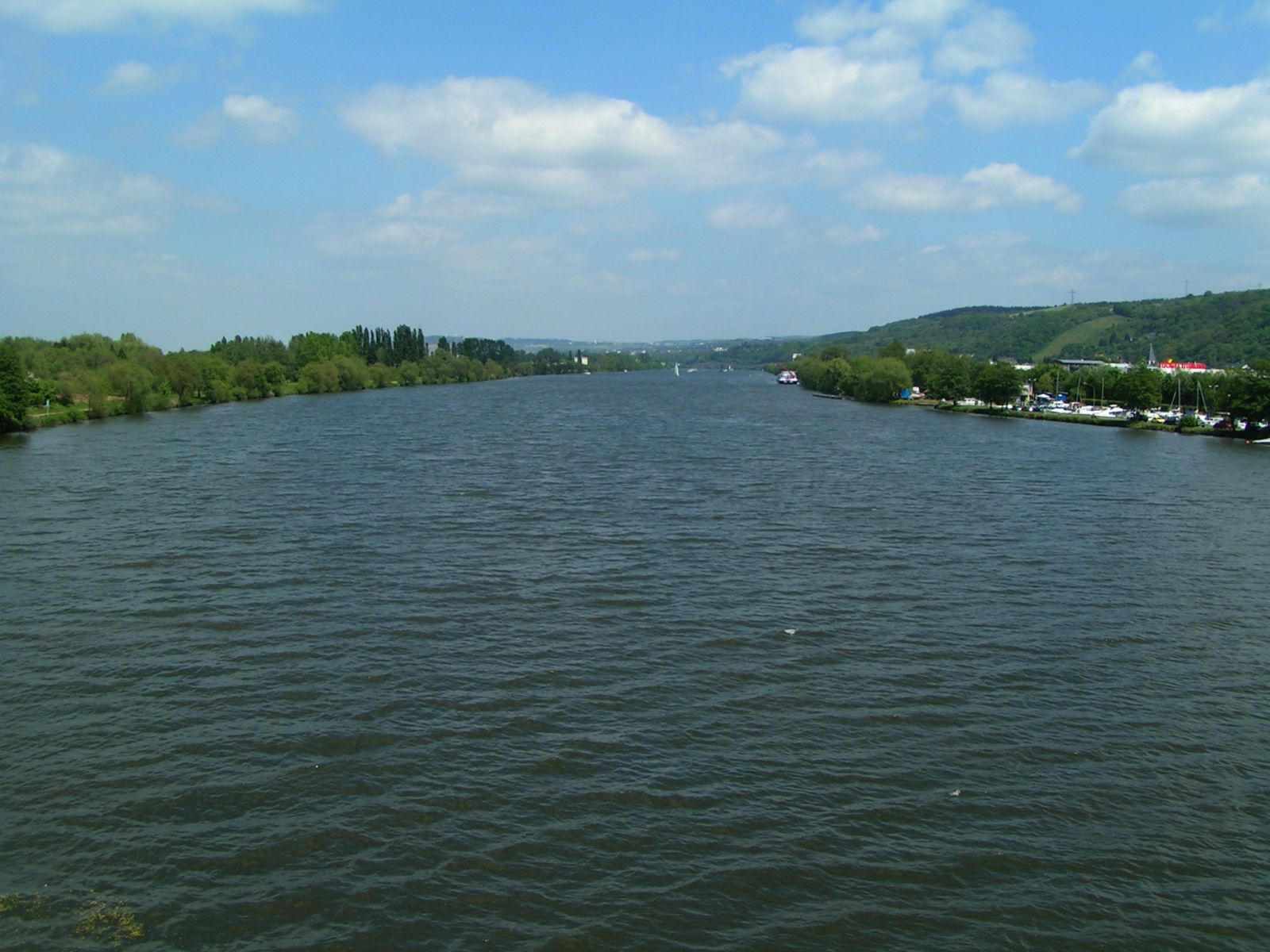

콘츠(Konz. 라틴어 콘티오나쿰"Contionacum"에서 유래)는 독일 자르강과 모젤강이 접하는 지역에 있는 도시이다. 트리어에서 약 8 킬로미터 떨어져 있다. 인구는 2004년 5월 현재 17,565명이며 면적은 44.54 평방킬로미터이다.